# Hampton (góra)

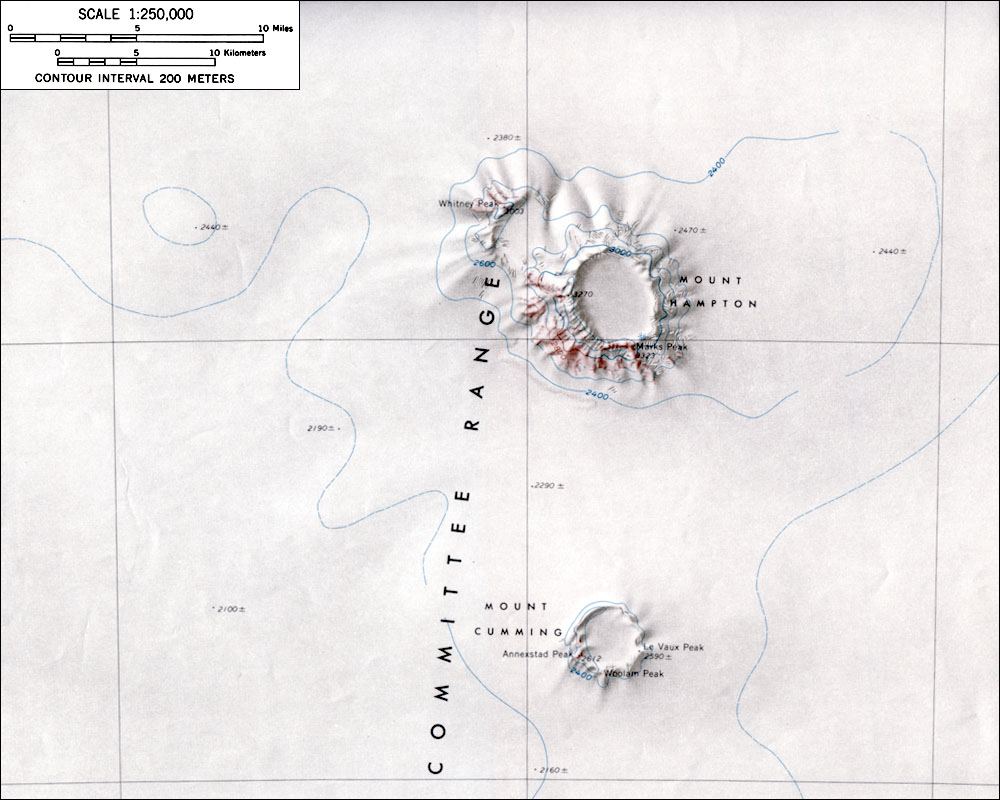
Góra przedstawiona na mapie

Hampton - góra pochodzenia wulkanicznego położona na Ziemi Marii Byrd z kraterem wypełnionym lodem, która została odkryta 15 grudnia 1940 roku.

## Geografia
Krater ma szerokość 6 km i leży na szczycie starszego od niej wulkanu Whitney, a na jego krawędzi jest kilka stożków lodowych, podobnych do tych, jakie są na prawdziwych wulkanach. Prawdopodobnie wulkan był aktywny jeszcze 11 mln lat temu. Na południe od niego jest mniejszy od niego stożek, cały pokryty lądolodem, Mount Cumming. Jest 128. pod względem wysokości górą na Antarktydzie.

## Literatura
- LeMasurier, W. E.; Thomson, J. W. (eds.) (1990). Volcanoes of the Antarctic Plate and Southern Oceans. American Geophysical Union. s. 512 ISBN 0-87590-172-7